# Biruința (Rumunia)
Biruința – wieś w Rumunii, w okręgu Konstanca, w gminie Topraisar. W 2011 roku liczyła 765 mieszkańców.